# Чаманга, Джеймс
Джеймс Чаманга (англ. James Chamanga; 2 февраля 1980, Луаншья) — замбийский футболист, может сыграть на позиции нападающего и  центрального полузащитника. С 2005 по 2015 год выступал за сборную Замбии.

## Биография

### Клубная карьера
Профессиональную карьеру начинал в клубах высшей лиги замбийского чемпионата «Нэшионал Эссембли» и «ЗАНАКО».
В 2005 году переехал в ЮАР, заключив контракт с клубом «Умтата Буш Бакс», игравшим в высшей лиге чемпионата ЮАР. Для клуба сезон 2005/06 был неудачным — клуб выбыл в первую лигу.
Сезон 2006/07 провёл в клубе высшей лиги «Суперспорт Юнайтед», занявшим итоговое 6 место в чемпионате. Чаманга стал лучшим бомбардиром клуба.
По окончании сезона был продан в клуб «Морока Свэллоуз», по итогам сезона 2006/07 занявший 3 место. С этим клубом связан его личный рекорд — 5 голов в одном матче, включая три мяча в период с 20-й по 24-ю минуты игры, «Морока Своллоус» победил «Платинум Старс» с общим счётом 6:2. В сезоне 2007/08 с 14 забитыми мячами стал лучшим бомбардиром чемпионата ЮАР.
В апреле 2008 года подписал контракт с клубом китайской суперлиги «Далянь Шидэ».

### Карьера в сборной
За сборную Замбии играл с 2005 по 2015 год. Играл в трех подряд финалах Кубка Союза южноафриканских футбольных ассоциаций в 2005—2007 годах. В 2006 сборная Замбии стала обладателем кубка. Участник Кубка африканских наций 2006, 2008 и 2010 годов. На каждом турнире Джеймсу удалось по разу отличиться.
Лучший результат — кубок Африки 2012 года.

## Достижения
- Победитель КАН: 2012